# Апостолов, Георгий Петрович
Георгий Петрович Апостолов (19 сентября 1910, Керчь, Российская империя — 15 декабря 1942, Чёрное море, СССР) — советский военачальник, капитан 3-го ранга, командир-подводник.

## Биография
Апостолов Георгий Петрович родился 19 сентября 1910 года в городе Керчь Таврической губерни в семье морского агента. В 1919 году Апостоловы переехали в Анапу в связи с переводом отца в агентство. Отец Апостолова занимался приёмом и отправкой морских грузов и пассажиров. Времена для семьи были трудные из-за начавшейся Гражданской войны Георгию пришлось прервать учёбу. Только в 1924 году он продолжил занятия в школе II ступени. Был пионером, комсомольцем. В 1928 году устроился матросом на парусно-моторное судно «Надежда». Занимался плаванием и футболом, среди футболистов был среди лучших.
В 1929 году Георгий уехал в Ленинград на заработки, работал чернорабочим на строительстве электростанции. В феврале 1930 года комитет комсомола стройки дал ему направление в Военно-морское училище им. Фрунзе. Сбылась мечта Георгия посвятить жизнь морской службе. В 1931 году стал членом ВКП(б). В 1934 году после окончания училища был направлен служить на Черноморский флот на должность штурмана подводной лодки Щ-202, служил штурманом до 1936 года. В ноябре 1936 года Георгий Апостолов продолжил учёбу как слушатель командного отдела Учебного отряда подводного плавания им. Кирова. После учёбы назначен помощником командира лодки «Щ-202».
С июля 1938 по ноябрь 1940 — командир лодки «Щ-202». С 1940 по 1941 годы — командир 22-го, после реорганизации, 8-го дивизиона ПЛ ЧФ, на этой должности и застала Г. П. Апостолова Великая Отечественная война.

## Великая Отечественная война
В июле 1941 года Апостолов исполнял должность командира лодки «Щ-214». В том же июле его назначают командиром другой лодки — «Щ-215», на которой он совершил 4 боевых похода, в ходе которых был потоплен один транспорт — «Енидже» (428 брт) и, возможно, повреждено ещё одно судно. В одном из походов Апостолов был ранен. Награждён орденом Красного Знамени и орденом Красной Звезды.
В январе 1942 года Апостолов 9 февраля 1942 года был назначен командиром лодки «Л-24». 7 апреля подводная лодка завершила программу ходовых испытаний и 29 апреля вступила в строй. В июне она совершила четыре рейса в Севастополь, в ходе которых было доставлено защитникам крепости 217,3 тонн боеприпасов (6.327 снарядов, 22.364 мины, более 582.000 патронов), 95 тонн продовольствия, 98 тонн (по другим данным 82 тонны) бензина, эвакуировано на Кавказ 54 человека.
В Новороссийске лодка попала под авианалёт 2 июля 1942 года. В ходе бомбежки на расстоянии 5 — 15 м от борта «Л-24» разорвалось четыре бомбы. Подводная лодка уже начала отходить от пирса, как в этот момент 500-кг бомба попала в первое машинное отделение эсминца «Бдительный», вызвав взрыв двух его торпед в торпедном аппарате № 1. Благодаря действиям Апостолова «Ленинец» пострадал минимально — многочисленные пробоины были в легком корпусе, экипаж понёс потери: двоих моряков, которые в результате взрыва упали в море, так и не нашли. Сам Апостолов получил осколочное ранение в голову, это было второе его ранение.
По возвращении в Поти подводник во второй раз попал в госпиталь. Оттуда он прислал последнее письмо родным, находившимся в Сухуми. Не долечившись он выписался из госпиталя и снова принял командование подлодкой.
В дальнейшем Апостолов на Л-24 совершил ещё три боевых похода, была совершена одна торпедная атака с выпуском двух торпед и был поврежден итальянский танкер «Арка» («Arca», 1883, 2.338 брт), два других похода были минными постановками, в ходе которых было выставлено 40 мин. Результаты этих минных постановок неизвестны.
12 декабря 1942 года Апостолов вышел в свой очередной боевой поход с задачей минной постановки. После этого лодку на связь не вышла и на базу она не вернулась. Лишь после обнаружения лодки в 1991 году выяснилось, что 15 декабря 1942 года винт лодки зацепил дрейфующую мину, экипаж попытался снять мину с винта, но так как им этого не удалось, мина сдетонировала. После детального осмотра лодки выяснилось что после взрыва мины воспламенился водород, который вызвал сильный пожар с высокой температурой, вызвавший гибель экипажа.

## Память
- В Анапском музее хранятся личные вещи Г. П. Апостолова и модель подводной лодки «Л-24». Модель эту привез в Анапу из Ленинграда в 1976 году Иван Иосифович Калодяжный — морской офицер, анапчанин, выпускник анапской школы II степени, учившийся вместе с Георгием Апостоловым.[2]
- В документальном цикле телеканала «Звезда» «Подводная война» четвёртая серия посвящена подводной лодке Л-24, где также идёт речь про Апостолова.
- В Севастополе в Военно-историческом музее Черноморского флота, в зале Победы находится большая фотография, на ней запечатлён стоящим под Военно-морским флагом Г. П. Апостолов.